# كريس نيلسن
كريس نيلسن هو سياسي كندي، ولد في 1 أبريل 1967 في كندا. حزبياً، نشط في Alberta New Democratic Party ‏. وقد انتخب عضو الجمعية التشريعية ألبرتا عن دائرة Edmonton-Decore ‏ خلال فترته النيابية ‏.